# Žveplov heksafluorid
Žveplov heksafluorid (SF6) je anorganski, brezbarvni, brez vonja, nestrupen in nevnetljiv plin (v normalnih okoliščinah). SF6 je oktaederske geometrije, ki je sestavljen iz šestih atomov fluora  pritrjenih na centralni žveplov atom. To je hipervalent molekule. Značilno za nepolaren plin je, da je slabo topen v vodi, vendar topen v nepolarnih organskih topilih. Na splošno se prevaža kot utekočinjeni stisnjeni plin. Ima gostoto 6,13g/L, pri pogojih morske gladine, kar je precej višje od gostote zraka.

## Uporaba
SF6 se uporablja v električni industriji kot plinasto dielektrični medij za visoko napetostne (35 kV in več) odklopnike za stikalno in drugo električno opremo, ki pogosto zamenjujejo oljno napolnjene odklopnike (OCB), ki lahko vsebujejo škodljive PCB. SF6 plin se pod pritiskom uporablja kot izolator pri plinsko izoliranih stikalih (GIS), ker ima veliko višjo dielektrično trdnost kot zrak ali suhi dušik. Ta lastnost omogoča zmanjšanje površine stikališča tudi do štirikrat glede na prostozračno stikališče. Je tudi bolj odporen na učinke onesnaževanja podnebja in zagotavlja bolj zanesljivo dolgoročno delovanje zaradi svoje lahko nadzorovane uporabe . Vakumska stikala (VCBs) so bila zamenjana z SF6 odklopniki v industriji, saj so varnejša in zahtevajo manj vzdrževanja. SF6 se lahko pripravi iz elementa prek izpostavljenosti S8 v F2. To je bila tudi metoda, ki jo je odkril Henri Moissan in Paul Lebeau leta 1901. Čeprav je večina razgradnih produktov po navadi hitro ponovno v obliki SF6, iskrenja lahko proizvajajo disulfur decafluoride (S2F10), ki je zelo strupen plin, po strupenosti podoben karbonildikloridu. 
S2F10 je štel v 2. svetovni vojni kot potencialni bojni strup, ki ne povzroča solzenja ali draženja kože, s tem pa je zagotovljeno malo simptomov o njegovi uporabi oz. izpostavljenosti na bojišču. Žveplov heksafluorid se uporablja tudi v vojni mornarici (torpeda Mark 50) kot reagent za ustvarjanje potiska v zaprtem Rankinovem ciklusu pogonskega sistema.
SF6 se uporablja tudi v industriji polprevodnikov. V plazmi se SF6 razgradi v žveplo in fluor.
Letno je proizvedenih 8.000 ton SF6, ki se večina (6.000 ton) uporablja kot plinasto dielektrični medij v električni industriji, kot inertnim plinom za vlivanje magnezija, in kot inertno polnjenje medstekelnega prostora pri oknih.
SF6 se relativno počasi absorbira v krvni obtok, zato se uporablja za zagotavljanje dolgoročne tamponade ali kot čepke za luknje mrežnice. Pri operacijah mrežnice lahko SF6 služi za zapolnitev steklovinskega prostora,po operaciji se v 10–14 dneh resorbira.
V medicini se SF6 še uporablja za kontrastno sredstvo pri slikanju z ultrazvokom. Žveplove heksafluoride mikromehurčke se kot raztopino vbrizga v periferno veno in tako poveča prepoznavnost krvnih žil na ultrazvoku. Ta vloga je bila uporabljena za preučitev vaskularnosti tumorjev.
Žveplov heksafluorid se uporablja kot vzdrževalec normalnega pritiska v valovodu radarskih sistemov; preprečuje notranje iskrenje. Na enak način se uporablja tudi pri prenosu elektronov v pospeševalnem valovodu  medicinskih linearnih pospeševalnikov, kateri se uporabljajo pri radioterapiji za zdravljenje rakavega tkiva.

## Spojina za "sledenje"
Plinasti SF6 je v pogosto uporabljen kot sledilni plin pri kratkoročnih poskusih učinkovitosti prezračevanja objektov, notranjih ograjenih prostorov, in za določitev stopnje njegove infiltracije. Njegova koncentracija se lahko izmeri z zadovoljivo natančnostjo pri zelo nizkih koncentracijah v zemeljski atmosferi.
Žveplov heksafluorid je bil uporabljen kot neškodljivi plin pri poskusu na cevovodu, na postaji St John's Wood v Londonu, 25. marca 2007. Pri sproščenem plinu skozi postajo so spremljali njegovo hitrost ter koncentracijo. Napovedana vaja, ki jo je odobril državni sekretar za promet Douglas Alexander in katere namen bilo raziskati, kako strupen je plin po ceveh oz. prostoru in kako bi se razširil po celotni Londonski podzemni železnici v primeru terorističnega napada.

## Toplogredni plin
Po podatkih Medvladnega foruma o podnebnih spremembah, je ocenjen SF6 kot najmočnejši toplogredni plin; s potencialom globalnega segrevanja(GWP) 22.800 je kar 5-krat večji od CO2 v primerjavi skozi 100 letno obdobje. Meritve kažejo, da se je njegovo povprečno svetovno mešalno razmerje povečalo s približno 0,2 ppt na leto na več kot 7 ppt na leto. Žveplov heksafluorid ima tudi izjemno dolgo življenjsko dobo, ocenjeno na 800-3200 let in je inerten v troposferi in stratosferi. 
V državah katere poročajo Okvirni konvenciji Združenih narodov o spremembi podnebja (UNFCCC)  o svojih izpustih emisij, je bil SF6 na tretji konferenci pogodbenic (GWP v Kyotskem protokolu) naveden potencial globalnega segrevanja (GWP) 23.900.
SF6 je zelo stabilen, med letoma 1980 in 1990 so se globalne koncentracije povišale za približno sedem odstotkov na leto in to predvsem kot rezultat uporabe SF6 v industriji proizvodnje magnezija, elektronike in v elektro industriji. Glede na majhno količino sproščenega SF6 v primerjavi z ogljikovim dioksidom, je skupni prispevek SF6 k segrevanju ozračja ocenjen na manj kot 0,2 odstotka. Vendar zaradi visokega toplotnega potenciala ta prispevek k segrevanju ozračja ni zanemarljiv.
V Evropi je SF6 za uporabo omejen v skladu z direktivo o Fluoriranih toplogrednih plinih (F-plini). Od 1. januarja 2006 je SF6 prepovedan kot sledilni plin in v vseh ostalih drugih uporabah razen pri visokonapetostnih elementih.

## Fiziološki učinki in previdnostni ukrepi
Za razliko od helija, ki ima precej manjšo gostoto od zraka, je SF6 približno 5-krat gostejši od zraka. Helij ima molekulsko maso 4 g/mol, molekulska masa SF6 pa je približno 146 g/mol, tako je hitrost zvoka skozi plin 0,44-krat hitrejša od zvoka v zraku.
To je bilo razvidno na programu televizije Adam Savage Mythbusters 3. septembra 2008 (vdihavanje helija, razlike zvoka).
Čeprav je njegovo vdihavnje zabavno je to lahko v praksi zelo nevarno, saj kot inertni plini, ne izriva le kisika potrebnega za življenje, temveč tudi CO2. Na splošno je večja prisotnost SF6 v zaprtih prostorih zelo nevarna, saj lahko povzroči tudi zadušitev. Plin SF6 je preobremenjujoč za človeška pljuča.

## Sestava s podatki o nevarnih sestavinah
Snov/pripravek: snov

Kemijska formula: SF6

Sestava/informacija o sestavinah: Ne vsebuje nikakršnih drugih komponent ali nečistoč, ki bi vplivale na klasifikacijo tega produkta.

Indeksna številka:

CAS-št.: 02551-62-4

EC-št.: 219-854-2

## Ugotovitve o nevarnih lastnostih
Komprimiran plin; v visokih koncentracijah lahko učinkuje dušeče, varno se lahko vdihava v majhni količini. Zaradi gostote plina njegov učinek spremeni vokalne zvočne valove; pride do t. i. Mickey Mouse efekta - trenutna nižja frekvenca glasu.

## Fizikalne in kemijske lastnosti
Videz: 

Barva: brezbarven plin

Vonj: Ni opozorila z vonjem

Tališče: -50,80C

Vrelišče: -640C

Kritična temperatura: 45,50C

Parni tlak: N.A.

Specifična teža: (glede na zrak (zrak=1)): 5

Meje eksplozivnosti: (vol. % v zraku): Ni gorljiv.

Viskoznost: N.A.